# 노사연, 이성미쇼
《노사연, 이성미쇼》는 노사연, 이성미의 재치있는 입담으로 SBS 러브FM에서 방송되었었다.
2012년 4월 30일 월요일 SBS라디오 봄 개편으로 신설하였다. 이 프로그램을 줄여서 "노이쇼" 라고도 불린다.
특히 2015년 7월, 자영업자들을 상징하는 이름인 <자영이> 라디오 (왼쪽 사진)를 특별 제작하여 아날로그 향수를 자극하며 뜨거운 사랑을 받고 있으며,
<자영이> 라디오는 매주 목요일 <자영이 가족이 되고 싶어요> 코너에서 신청 가능하다.
2016년 3월 27일 일요일 봄개편을 끝으로 4년 만에 방송이 막을 내렸다.

## 매일코너
- 평일: 썬킴의 지식한끼/ 주말: 썬킴의 잡식 한끼

```
 => 점심 시간, 밥 한 끼 먹는 것도 중요하지만 현대를 살아가는 소시민으로서  꼭 알아야할 지식을 도시락처럼 까먹으면서 알고 가자는 코너.
```

- 청취자 끼리 맞히고~ 내주고 Quiz

```
: 기존의 라디오 프로그램에서의 흔한 퀴즈 방식이 아닌 새로운 발상의 스피드 퀴즈 도입.
  가위바위보를 진행하여 이긴 사람이 다섯 가지 단어의 스피드 퀴즈를 내는 방식으로,
  1단계 맞힐 때마다 선물이 5단계까지 늘어나며 푸짐한 상품을 한꺼번에 받을 수 있는 기회를 제공한다.
  DJ가 청취자에게 문제를 내거나, 반대로 청취자가 DJ에게 문제를 낼수도 있는 퀴즈.
```

```
  정답을 맞추는 그 자체 보다는 청취자가 자기 소개를 하고, 대화를 나누며 그 과정에서의 흥미를 유도한다.
```

& 퀴즈속의 퀴즈 <출발전 도착후 배려퀴즈>
```
: 전화연결되지 못한 많은 청취자들도 선물을 탈수 있는 기회를 제공.
  특히 운전하시는 분들처럼 바로바로 참여가 힘든 분들을 위해 천천히 답을 보낼 수 있도록 참여유도의 폭을 넓히고 있다
```

- <대자부인, 소자부인>: 과거의 사대부 정경부인으로 설정, 매일 이슈가 되는 현실의 이야기를 속 시원하게 꽁트로 풀어내어 희화화한다.

^ <오늘 이 노래> : 우리 가요중 사회적으로 지대한 영향을 미친 노래 1곡을 선정해서 그 노래에 얽힌 에피소드, 비하인드 스토리를 소개. 주말에는 <오늘은 두곡>으로 진행하여 한 가수에 대한 히트곡 2곡을 선정하여, 그의 깊은 음악 이야기를 소개한다.

## 요일별 코너
- 월요일 : 김주철의 선방퀴즈:  청취자들이 쉽게 접할 수 있는 퀴즈들로 구성해서 선물을 왕창 쏘는 선물 대방출 코너
- 화요일 : 추대엽의 더더더 더! 디테일하게~: 기존의 노래 가사의 형식을 더 디테일하게 파고 들어 또 다른 새로운 곡을 탄생 시킴으로써 재미를 더한다.
- 수요일 : 김일희의 말풍선 문자: 재미있는 황당한 상황극을 제시하여 던져주고 그 상황에서 벌어질 다음 상황에 대한 청취자 생각을 말풍선 댓글로 꾸민다.
- 목요일 : <자영이 가족이 되고 싶어요>: 자영업자들을 위한 자양 강장제 <라디오> 자영이를 대방출 하는 코너. 자영업자들의 삶의 애환을 함께 공감하며 그들의 지친 마음을 달래주는 코너이다.
- 금요일 : 그 사람이 알고싶다: 지명도 있는 가수, 연기자 등을 출연시켜 <객관식 토크>를 진행하여 그의 대한 근황 및 궁금증을 풀어내는 토크를 나눈다.
- 토요일 : 권다현의 버스를 타고 으샤으샤: 여행작가와 함께 버스만으로도  저렴하게 여행을 즐길수 있는 Tip을 소개하며 우리가 몰랐던 전국 방방곡곡의 숨은 관광지들을 찾아낸다.
- 일요일 : 이선군이 뽑은 황당한 사건 랭킹 five: 각 세계에서 벌어지는 황당한 사건들을 모아서 기존의 형식적인 틀을 깬 랭킹들로 웃음을 선사한다